# Asesinato de Luis Miguel Sánchez Cerro
El asesinato de Luis Miguel Sánchez Cerro, presidente del Perú, sucedió el 30 de abril de 1933, cuando fue tiroteado por el joven cerreño Abelardo Mendoza Leyva. El hecho ocurrió en el momento en que Sánchez Cerro se retiraba a bordo de su auto descapotado del Hipódromo de Santa Beatriz, hoy Campo de Marte, en Lima, donde acababa de pasar revista a un grupo de tropas movilizables que debían partir hacia la guerra con Colombia. Llevado de emergencia a un hospital de Lima, Sánchez Cerro falleció tras dos horas de agonía. Una de las balas se había alojado en su corazón, lo que le provocó una hemorragia interna que fue la causa de su muerte. Sobre su victimario, que fue muerto de manera inmediata por la escolta presidencial, se supo que era un militante del partido aprista, organización a la que Sánchez Cerro había proscrito por sus actividades subversivas. Hubo también otros disparos de procedencia desconocida que impactaron al auto del presidente, acabaron con la vida de un guardia civil e hirieron a otros efectivos militares, lo que hizo sospechar que hubo un complot detrás del atentado, aunque las investigaciones no llegaron a identificar a los supuestos cómplices del asesino. Una de las consecuencias trascendentales de este crimen fue la firma de la paz con Colombia.

## Contexto

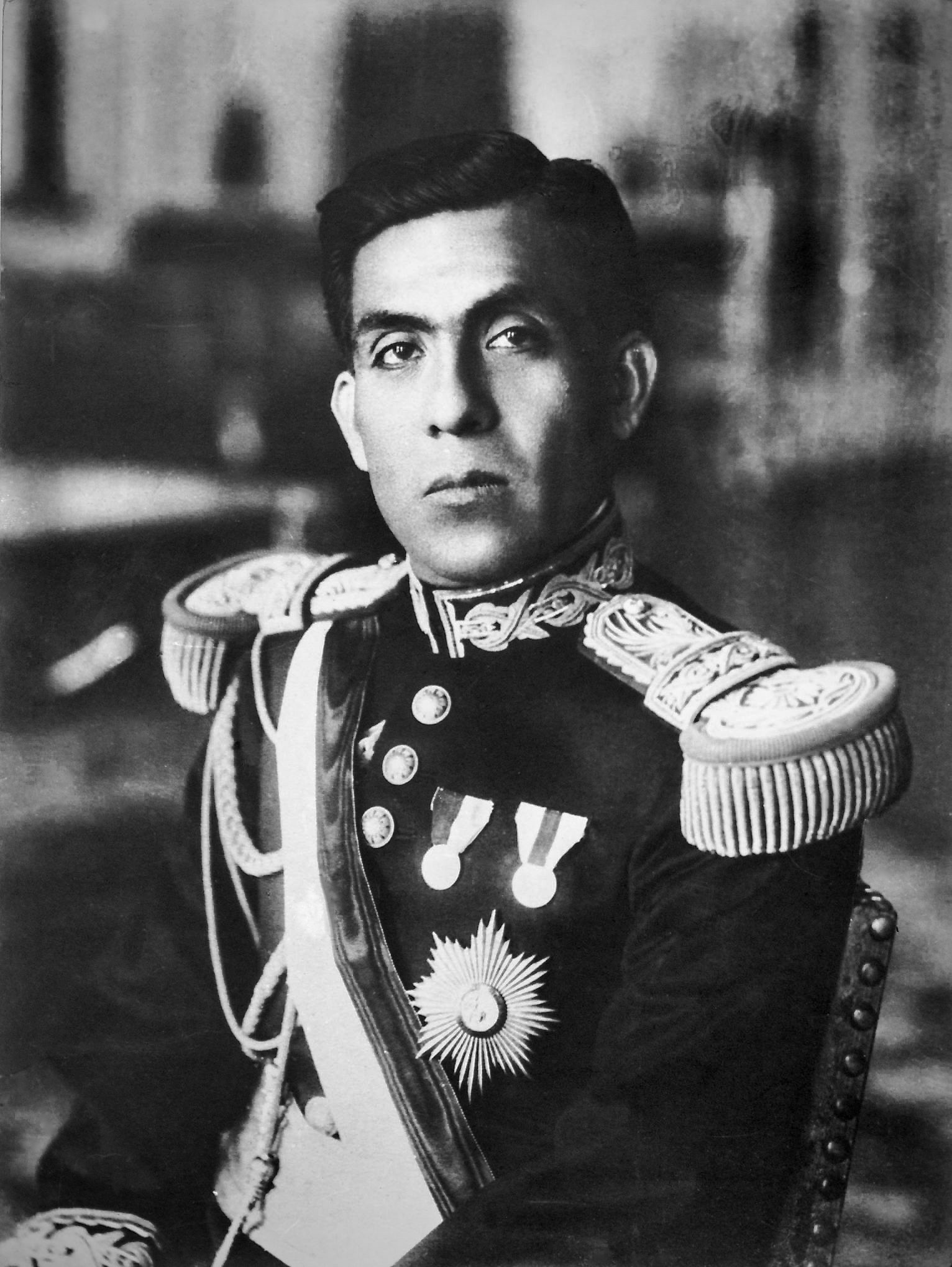
El presidente Luis Miguel Sánchez Cerro.

Luego de la anarquía desatada en el Perú tras la caída del oncenio de Augusto B. Leguía en 1930, la situación se estabilizó en 1931 con la instalación de la Junta Nacional de Samanez Ocampo, que convocó a elecciones generales, en las que triunfó Luis Sánchez Cerro, el militar que había sido el artífice de la caída de Leguía.
Se esperaba que la vida del país se normalizara con la vuelta al cauce democrático, pero el rival de Sánchez Cerro en las elecciones, Víctor Raúl Haya de la Torre, líder del recién fundado partido aprista (entonces de tendencia antioligárquica y antiimperialista) no reconoció la victoria del sanchecerrismo y pasó a la más desaforada oposición. El gobierno respondió de la manera más violenta, transgrediendo la Constitución y provocando la división del país, lo que ocasionó una verdadera guerra civil, cuyo su punto más alto fue la revolución de Trujillo de 1932.
El mismo Sánchez Cerro sufrió un primer atentado con arma de fuego a manos de un fanático aprista (de nombre José Melgar), cuando asistía a misa en una iglesia de Miraflores (6 de marzo de 1932). Fue la primera advertencia para su trágico final.

## El asesinato

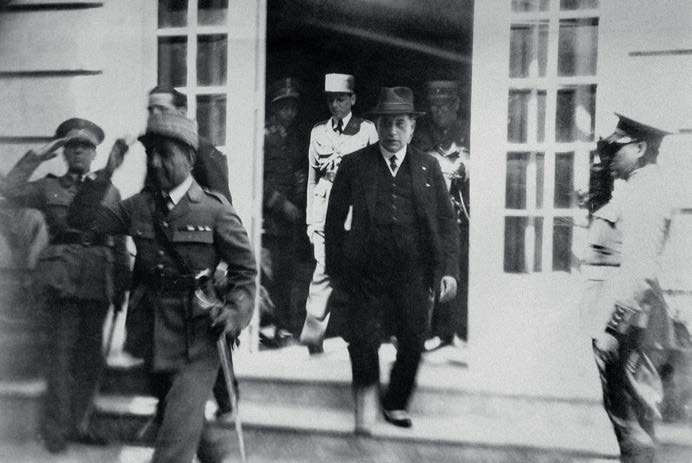
Luis Miguel Sánchez Cerro, saludando con la mano derecha en el Hipódromo de Santa Beatriz el mismo día de su asesinato.

En la mañana del 30 de abril de 1933 el presidente Luis Sánchez Cerro pasó revista a los reclutas que iban a combatir en el conflicto armado con Colombia y que estaban reunidas en el Hipódromo de Santa Beatriz, hoy Campo de Marte, en el distrito de Jesús María de la capital peruana. Concluida la ceremonia, se retiró en su vehículo, un automóvil hispano-suizo descapotado, en medio de los aplausos de la muchedumbre.
Dentro del auto acompañaban al presidente: el primer ministro José Matías Manzanilla; el jefe de su Casa Militar, coronel Antonio Rodríguez Ramírez; y su edecán de servicio, mayor Eleazar Atencio. Sánchez Cerro se situó en el asiento trasero del coche, en el lado derecho; a su izquierda iba Manzanilla. En los asientos delanteros iban Rodríguez y Atencio, además del piloto. Al lado iba un escolta a caballo y lo seguía otro automóvil, donde iban los miembros de la Casa Militar. El vehículo avanzaba lentamente, en medio de la multitud, a pedido del mismo presidente, que quería evitar accidentes y atropellos.
Fue en esa circunstancia cuando un individuo (que después se supo que era Abelardo Mendoza Leyva), cruzó el cordón de gendarmes o guardias civiles, se precipitó hacia el coche presidencial, y sujetándose en la capota, disparó con una pistola varios tiros por la espalda sobre el presidente. El chofer aceleró el automóvil, arrojando al suelo a Mendoza, que en el acto fue victimado a balazos por la escolta presidencial y por los miembros de la Casa Militar que estaban en el otro automóvil. Incluso, algunos soldados de la escolta le atravesaron con sus lanzas. El protocolo de autopsia determinaría después que el cuerpo de Mendoza recibió veinte heridas de bala causada por trece proyectiles, y cuatro heridas con lanza que le destrozaron un pulmón, el hígado y los intestinos.

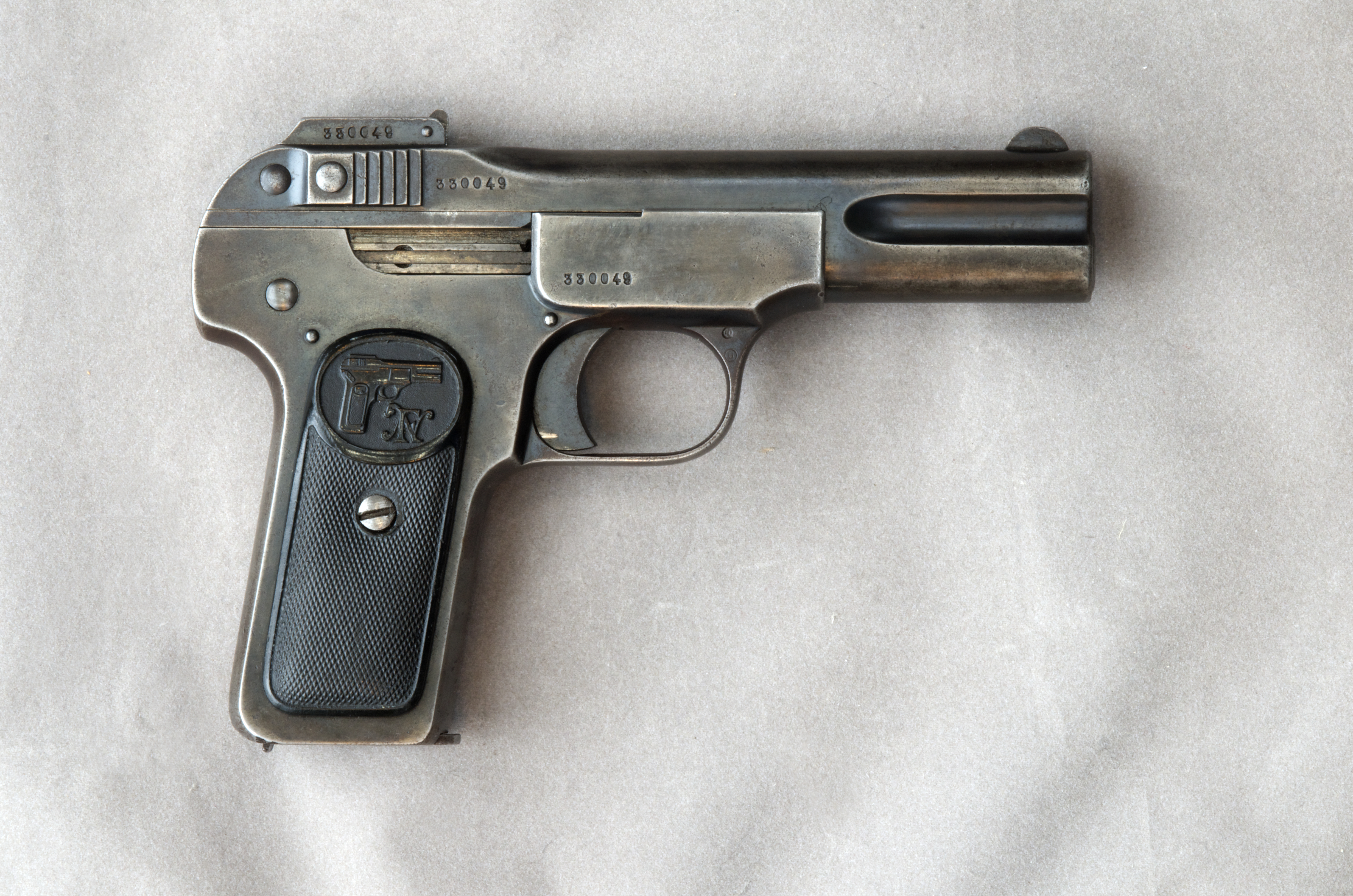
Pistola semiautomática Browning modelo 1900, similar a la usada por Mendoza en el magnicido.

El arma usada por Mendoza, una pistola Browning, fue recogida por un individuo llamado Ángel Millán Ramos, un empleado de la oficina de correos de Huancayo, que se la llevó consigo. Pero una testigo lo denunció, siendo capturado e implicado en el crimen.
En el confuso tiroteo, murió también un guardia de la policía, José Rodríguez Pisco, que había perseguido a Mendoza, y resultaron heridos un subteniente, dos cabos y dos soldados. Se cree que hubo civiles que dispararon desde lejos, escondidos en unos árboles y palmeras, lo que ha dado pie a la teoría de un complot.
En cuanto a Sánchez Cerro, fue llevado de emergencia al Hospital Italiano (que quedaba en la avenida Abancay, en el centro de Lima) donde fue atendido por los médicos Juan Luis Raffo, Abel Delgado y Teófilo Rocha. Se le aplicaron suero e inyecciones tónicas, pero tras dos horas de agonía falleció. Era la una y diez de la tarde. Según el informe de los doctores, uno de los dos disparos que recibió le impactó en la zona precordial, alojándose en el corazón y ocasionándole una hemorragia interna, lo que le provocó la muerte.

## El asesino

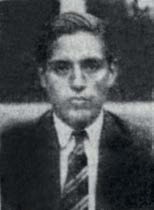
Fotografía de Abelardo Mendoza Leyva, el magnicida.

El asesino fue identificado como Abelardo Mendoza Leyva. En el informe policial se le describe como un joven de 19 años (es decir, era menor de edad según la ley de entonces), de rasgos mestizos, de baja estatura y vestido humildemente. Investigando sus antecedentes, se supo que era natural de Cerro de Pasco, que sobrevivía en la capital de empleos eventuales, preferentemente en bares y restaurantes; que en 1931 se había afiliado al partido aprista; y que el día 4 de abril de 1933 (es decir, 26 días antes del magnicidio) había salido de prisión, tras estar cerca de un mes encarcelado por supuestas actividades partidarias. El arma que usó era una pistola automática de marca Browning, que se hallaba casi nueva. Llamó la atención esto último, pues se trataba de un arma costosa, que difícilmente una persona de su condición hubiera podido adquirirla con sus propios recursos. Se dijo que quien le incitó a cometer el crimen fue Leopoldo Pita, un dirigente aprista de rango menor, quien habría oficiado de su consejero.

## La participación del aprismo
Si bien Mendoza estaba afiliado al APRA, este partido negó tener participación en el atentado, y lo calificó como un acto personal y anarquista. Sin embargo, Armando Villanueva del Campo, en su libro La gran persecución, escrito en coautoría con Guillermo Thorndike, reconoció que si hubo un complot en el asesinato de Sánchez Cerro, del que participó un sector del partido aprista, del que formaba parte Leopoldo Pita.
Villanueva cuenta también que, conversando sobre este suceso muchos años después con Luis A. Flores, el líder del sanchecerrismo, este le dijo que, si bien para el gobierno no había duda de la participación aprista, lo difícil fue identificar cuál era el grupo conspirador que estuvo detrás de Mendoza, pues existían varios grupos de apristas que tenían la consigna de matar al presidente.
Esos grupos actuaban al parecer aisladamente, sin mediar ninguna coordinación entre ellos. Por ejemplo, se dijo que en el mismo día del asesinato, dos apristas, Jorge Idiáquez y Alfredo Tello, prepararon bombas de mano para arrojarlas contra el coche presidencial a su paso por el Jirón de la Unión. Todo ello, al margen del plan que llevaba a cabo Mendoza.

## Proceso en la Corte Marcial
Se hizo cargo del proceso una corte marcial, presidida por el coronel Maximiliano Frías e integrada por los vocales: capitanes Humberto León Ravines, Manuel Marchena y Miguel San Román, y el teniente Pedro de la Torre Ugarte. Como fiscal estaba el mayor Julio Barrionuevo. Se detuvo a 19 sospechosos relacionados con el Apra, todos de extracción humilde. Estos denunciaron durante el proceso haber sido sometidos a torturas para arrancárseles confesiones. Uno de los encausados, Filomeno Sacco Espíritu, se suicidó en su celda manipulando cables eléctricos (al menos esa fue la versión oficial).
El fiscal en su acusación señaló como único autor del crimen a Abelardo Mendoza, y como sus cómplices a los que habían sido cercanos a él, entre los que estaban Pedro Catalino Lévano, Alejandro Cortijo y Leopoldo Pita. Y como encubridores se señaló a un grupo de personas, entre los que se contaba Ángel Millán Ramos, el que había recogido el arma homicida. Iniciado el proceso, sorpresivamente el Fiscal retiró su acusación sobre los cómplices y encubridores, manteniendo solo la de encubridor en Ángel Millán Ramos.
El fallo de la corte marcial identificó como único autor a Abelardo Mendoza Leyva. Si bien admitió que había existido un complot, reconoció que no se podía probar que el resto de los acusados hubiesen sido cómplices, por falta de evidencia concreta. También se acusó de omisión a las autoridades políticas y policiales, por no haber dado el resguardo debido a la persona del presidente.

## Consecuencias

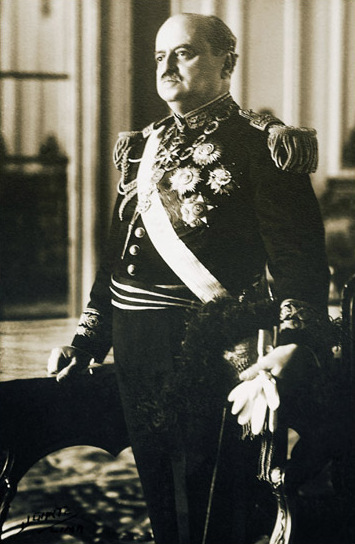
El general Óscar R. Benavides, que fue designado por el Congreso como el sucesor de Sánchez Cerro.

Muerto el presidente Sánchez Cerro, se declaró el estado de sitio y la suspensión de las  garantías constitucionales. Ese mismo día, el Congreso Constituyente, por 81 votos sobre un total de 88 representantes presentes, eligió al general Óscar R. Benavides para que terminara el período presidencial de Sánchez Cerro, que debió haber culminado en 1936. Lo cual fue una salida extraconstitucional, pues la ley prohibía que un militar en ejercicio asumiera la presidencia. Pero a favor de esta salida se arguyó el estado de peligro internacional y de guerra interna que vivía el país. El mismo ejército respaldó la elección.
Uno de los primeros actos del nuevo gobierno fue el arreglo de la paz con Colombia. Benavides recibió en Lima al recién electo presidente de dicho país, Alfonso López Pumarejo, que era su amigo desde los días en que ambos habían sido diplomáticos en Londres. Ambos acordaron de inmediato una tregua. Las negociaciones bilaterales culminaron posteriormente con la firma de un protocolo en 1934.
En el aspecto interno, Benavides dio una ley de amnistía que permitió la libertad de los encausados por motivos políticos, entre ellos Haya de la Torre, y se permitió el retorno de los exiliados apristas. Aunque esta apertura no duraría por mucho tiempo.

## La teoría conspirativa
Rápidamente, surgió una teoría del complot en el asesinato de Sánchez Cerro, la cual involucraba al general Benavides en entendimiento con el Partido Aprista o con el mismo Haya de la Torre. Este furtivo pacto habría permitido a Benavides subir al poder y los apristas pudieron gozar de una apertura política, aunque de manera efímera. De enlace entre Benavides y Haya de la Torre habría servido el arquitecto Augusto Benavides Canseco, cuñado del general y gran amigo del líder aprista.
Al parecer, uno de los que sindicaban a Benavides como autor del asesinato era Luis A. Flores, el líder del urrismo y partidario de Sánchez Cerro, que entonces era congresista. El ministro de Gobierno, coronel Antonio Rodríguez Ramírez lo denunció por ese motivo en una sesión del Congreso efectuada el 26 de agosto de 1935 con presencia del gabinete ministerial. Rodríguez pidió el desafuero de Flores, por desacato y calumnia, acusándolo de haber dicho durante un discurso partidario que el asesino se hallaba en Palacio, aludiendo inequívocamente al general Benavides. Flores negó haber dicho eso; más tarde acusó al leguiísmo (es decir, los partidarios del finado presidente Leguía, derrocado por Sánchez Cerro) de ser autor del crimen. Todas estas contradicciones hacen que el testimonio de Flores no sea confiable.
Los defensores de la teoría de una conspiración en la que estarían involucrados importantes políticos y militares en ejercicio para favorecer a Óscar R. Benavides, se basan en los siguientes detalles del magnicidio:
- Un desconocido armado logra acercarse demasiado a la caravana presidencial y nadie se da cuenta. Logra abrirse paso entre una fila de gendarmes y los guardaespaldas del  presidente y dispara tres tiros por la espalda, sin que aquellos reaccionen oportunamente. Eran en total 180 personas los que resguardaban al presidente, fuera de los efectivos de la policía.[20]
- En lugar de capturar al asesino con vida, uno de los edecanes del presidente le da muerte inmediata, y otros guardias lo rematan, cuando lo más apropiado hubiera sido conservarlo con vida para interrogarlo y conocer así sus motivaciones o a otros posibles implicados.[4]
- El peritaje balístico, suscrito el 8 de mayo de 1933 por Pedro A. Gálvez Mata, Alberto Láinez Lozada, Florencio Salazar G. y Luis Grados, certificó ocho orificios de bala en el auto presidencial: tres en la parte de atrás y cinco en la capota, orificios que correspondían a cuatro armas diferentes, algunos disparados desde lejos.[14] Las investigaciones concluyeron que al auto del presidente dispararon por lo menos cuatro personas, y esto implica que hubo un complot en la que participaron otras personas, además de Mendoza.[21]
- Según el informe del doctor Carlos Brignardello, publicado en el diario El Comercio, el cuerpo del presidente presentaba dos tipos de disparos: uno de menor calibre, con trayectoria de arriba abajo; y uno de mayor calibre, con trayectoria de «abajo hacia arriba y de adelante hacia atrás», disparo este hecho a muy corta distancia, que entró por el pecho y que fue de necesidad mortal desde el primer momento. El disparo de menor calibre, de arriba abajo, sería el de Mendoza Leyva, pero el otro disparo, el que causó la muerte, es imposible que lo haya realizado este mismo, si se tiene en cuenta la trayectoria balística y el calibre distinto. Quedaría a la especulación quién pudo haber hecho ese disparo fatal.[22]
- Existía el rumor que una persona del entorno presidencial, que nunca fue identificada, había convencido a Sánchez Cerro de no usar su chaleco antibalas ni su auto blindado, asegurándole seguridad total durante el evento. Comentando este hecho, el historiador Jorge Basadre considera que fue imprudente esta actitud de Sánchez Cerro, teniendo en cuenta que ya había sufrido un atentado anteriormente, y considerando la terrible confrontación que vivía el país.[4]